# J'aime trop ton boule
Singles de Fatal Bazooka
Mauvaise foi nocturne Trankillement
Pistes de T'as vu ?
Viens bégère MC Chamallow
J'aime trop ton boule est une chanson de rap humoristique sortie en 2007, le troisième single du groupe de rap parodique français Fatal Bazooka, avec Michaël Youn. Il fait partie de l'album T'as vu ? sorti en 2007.

## Clip
Le troisième single de Fatal Bazooka parodie les chanteurs de ragga tel que Lord Kossity ou Sean Paul. Le début du clip met en scène, l'arrivée de Fatal dans une boîte de nuit. Le clip fait d'abord croire qu'il tente de séduire une fille, puis la fille est littéralement écartée, et l'intérêt de Fatal se porte finalement sur un homme (joué par Magloire). Le reste du clip est un hymne plein d'humour au corps masculin, avec un homoérotisme décomplexé.
Dans une séquence du clip, les hommes se frottent langoureusement tout en utilisant des perceuses électriques sur des planches de bois, de la même manière que des filles font du bricolage de façon obscène dans le clip de Satisfaction, de Benny Benassi. Une autre séquence du clip parodie celui du single dance d'Eric Prydz Call on Me, qui met en scène une séance de fitness langoureuse entre de nombreuses filles et un homme, mais dans la parodie tous les participants sont des hommes.

## Thème de l'homosexualité
Avec cette chanson, Michaël Youn prend le contre-pied de l'homophobie exprimée par les rappeurs de murder music. Le clip se moque de l'obsession de la virilité partagée par certains rappeurs hétérosexuels et par certains homosexuels. Il détourne le sexisme de plusieurs clips en l'appliquant au corps masculin.
Le style de musique emprunté est clairement le dance-hall, dont Lord Kossity a été durant de nombreuses années le plus grand artiste français. Le clip et le titre est d'autant plus cinglant du fait des rumeurs de bisexualité qui entourent la personnalité publique de Lord Kossity.